# Hartmut Löwe
Hartmut Löwe (* 13. November 1935 in Steinbach-Hallenberg) ist ein evangelischer Theologe und ehemaliger Militärbischof der Bundeswehr.
Nach Tätigkeiten als Assistent an der Universität Heidelberg (1962–1966), als Pfarrer in Treisbach (Landkreis Marburg-Biedenkopf) (1966–1969), als Leiter der Vikarsausbildung der Bremischen Evangelischen Kirche (1969–1972) und Jugendpfarrer, als Ausbildungsreferent in der Evangelischen Kirche von Kurhessen-Waldeck (1972–1980) und als Vize-Präsident im Kirchenamt der Evangelischen Kirche in Deutschland (1980–1992) war Löwe von 1993 bis 1999 Bevollmächtigter des Rates der Evangelischen Kirche in Deutschland (EKD) bei der Bundesrepublik Deutschland und der Europäischen Gemeinschaft und von 1994 bis 2003 evangelischer Militärbischof.
Löwe ist Mitglied der Evangelischen Michaelsbruderschaft.